# سمکس
سمکس (به اسپانیایی: CEMEX) شرکت سیمان مکزیکی است، که یکی از بزرگترین تأمین‌کنندگان مصالح ساختمانی و سومین تولیدکننده سیمان در جهان می‌باشد. این شرکت در سال ۱۹۰۶ (معادل ۱۲۸۴) در شهر مونتری، مکزیک تأسیس شد. شرکت سمکس دارای کارخانجات تولید سیمان و بتن در ۵۰ کشور جهان با تمرکز بر آمریکای شمالی، جزایر کارائیب، آمریکای جنوبی، اروپا، آسیا، و آفریقا می‌باشد.

## سمکس در سراسر جهان

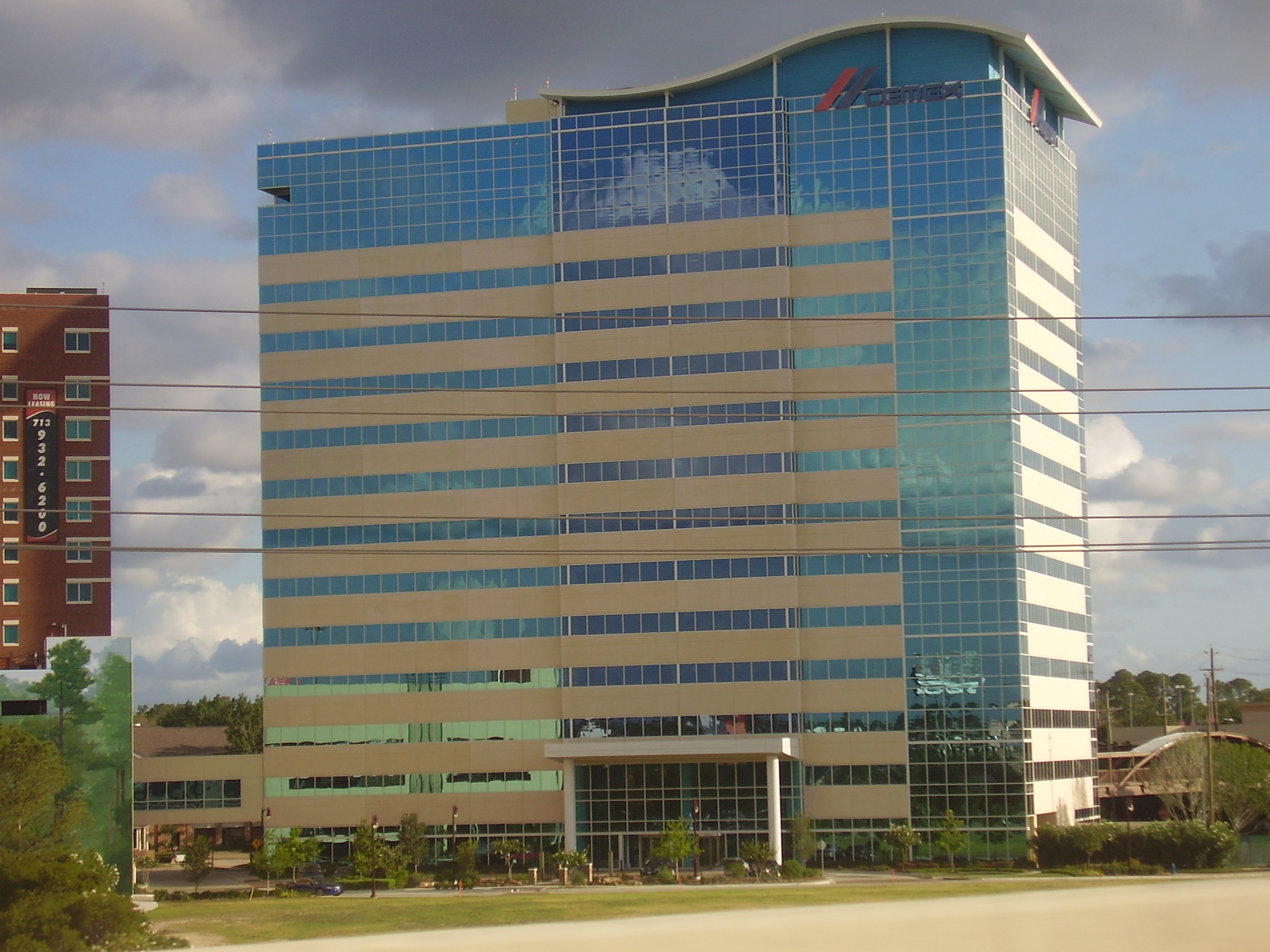
مرکز کاری آمریکا، هیوستون

عملیات "سمکس" در دیگر کشورهایی جهان از جمله:
| آرژانتین اتریش بنگلادش کلمبیا کاستاریکا کرواسی جمهوری چک جمهوری دومینیکن مصر السالوادور فنلاند فرانسه |  | آلمان مجارستان ایرلند اندونزی اسرائیل لتونی مکزیک (مرکز کاری جهانی، مونترری) مالزی نیکاراگوئه نروژ پاناما فیلیپین |  | لهستان اسپانیا سوئد سوئیس تایلند کارائیب امارات متحده عربی آمریکا (مرکز کاری آمریکا، هیوستون) - CEMEX Inc. - از جمله پورتوریکو انگلستان |  |